# Patacucci
I patacucci o zavardoni o giugetti sono un tipo di pasta fresca tradizionale delle province di Rimini, Forlì-Cesena e Ravenna, costituita da quadri o losanghe di forma piuttosto irregolare, ricavati da una sfoglia spessa, preparata con acqua, farina di grano, farina di mais e sale. 
Dopo averli lessati vengono tradizionalmente conditi con un sugo di fagioli, oppure, più recentemente, con sugo di salsiccia , preparato sulla base di un soffritto (battuto). Si consumano anche in minestra, o ristretti al cucchiaio. 
Gli zavardoni, conosciuti anche come zavardone e, in romagnolo, zavardoun, sono la variante più grande, tipica dell’area di Rimini, in particolare della zona di Verucchio. Il termine dialettale zavardoun indica persona trasandata. Si consumano tipicamente asciutti, con salsa di pomodoro e un’abbondante grattugiata di formaggio di pecora o con sugo di salsiccia.